# Zareč'e (Oblast' di Mosca)
Zareč'e (in russo Заречье?) è una cittadina della Russia europea centrale, situata nell'oblast' di Mosca. Apparteneva all'Odincovskij rajon.
Sorge nella parte centrale dell'oblast', ai confini occidentali di Mosca.